# Le Port (Ariège)
Le Port település Franciaországban, Ariège megyében. Lakosainak száma 167 fő (2022. január 1.). Le Port Aulus-les-Bains, Auzat, Ercé, Massat, Rabat-les-Trois-Seigneurs és Val-de-Sos községekkel határos.

## Népesség
A település népessége az elmúlt években az alábbi módon változott:
| Lakosok száma | 211  | 198  | 183  | 198  | 171  | 150  | 154  | 164  | 165  | 167  |
|               | 1968 | 1982 | 1990 | 2006 | 2013 | 2015 | 2017 | 2019 | 2020 | 2022 |